# أندرو دافيز
أندرو دافيز (بالإنجليزية: Andrew Davies)، من مواليد 17 ديسمبر 1984 في ستوكتون أون تيز في إنجلترا، لاعب كرة قدم إنجليزي.
بدأ مسيرته الكروية مع نادي ميدلزبره في عام 2002، وهو يلعب معهم حتى الآن، وفي عام 2005 أعير إلى نادي كوينز بارك رينجرز، ولعب معهم 9 مباريات، وفي موسم 2005/2006 أعير إلى نادي ديربي كونتي، ولعب معهم 23 مباراة وسجل 3 أهداف.

## روابط خارجية
- أندرو دافيز على موقع قاعدة بيانات كرة القدم.إي يو (الإنجليزية)
- أندرو دافيز على موقع Soccerbase.com (لاعب) (الإنجليزية)
- أندرو دافيز على موقع عالم كرة القدم.نت (الإنجليزية)